# Les Laquais de Tauves
 (décembre 2024).
 (décembre 2024).
Si vous disposez d'ouvrages ou d'articles de référence ou si vous connaissez des sites web de qualité traitant du thème abordé ici, merci de compléter l'article en donnant les références utiles à sa vérifiabilité et en les liant à la section « Notes et références ».
 (décembre 2024).

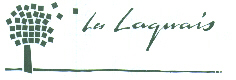
Animation culturelle des Laquais de Tauves.

Les Laquais de Tauves est une association de la ville de Tauves (Puy-de-Dôme) qui organise des manifestations culturelles.
Ses principaux événements sont le festival de théâtre de Tauves (un festival de théâtre en plein air mélangeant théâtre amateur et professionnel, se déroulant fin juillet - début août depuis 1980 dans le bourg) ainsi que la nuit celtique Sancy-Artense (un concert au cours de laquelle trois groupes de musique celtique se produisaient durant une nuit de printemps, entre 2006 et 2019).

## L'association des Laquais de Tauves

### Origines
Fruit de la rencontre entre Dominique Freydefont, alors stagiaire de "Peuple et Culture d'Auvergne" et de quelques Tauvois motivés par l'animation culturelle, l'aventure des Laquais de Tauves a débuté à l'automne 1979.
L'association voit officiellement le jour en 1981 avec pour président le docteur Pierre Bruel (1981-1985), puis Christophe Vergnol (1985-2019) et Barbara Huguet avant Hervé Marcillat en 2024. Chaque été, ce village s'anime d'un théâtre dont les acteurs sont ses propres habitants. Avec une première création collective "Mornac t'iras voir Satan" naissait le festival de théâtre de Tauves et la troupe des Laquais.
Cette expérience donne l'envie à tous les participants de poursuivre ce périple théâtral. Après plusieurs créations en lien avec la vie locale, Les Laquais ont interprété des pièces du répertoire afin de faire découvrir les grands auteurs à leur public. C'est ainsi que les textes de Bertolt Brecht, Aristophane ou William Shakespeare ont déjà rythmé les nuits d'été de ce bourg au pied du Sancy.
Depuis le début, les spectacles des Laquais sont encadrés par des metteurs en scène professionnels.

### Mise en scène
En plus de 40 ans d'existence, la troupe des Laquais a eu l'occasion de travailler avec de nombreux metteurs en scène :
- Dominique Freydefont de Clermont-Ferrand de 1979 à 1993
- Claude Montagné de la Chélidoine d’Ussel de 1994 à 1999
- Yves Charreton du Fenil Hirsute de Lyon en 2000
- Nathalie Vannereau de la Cie Théâtre Parenthèse en 2001
- Sylvie Peyronnet de la Chélidoine d'Ussel en 2002
- Hervé Marcillat du Théâtre de l'Alauda de 2003 à 2005 puis de 2009 à 2012, 2019, 2020
- Rachel Dufour de la Cie Les Guêpes Rouges en 2006 et 2008
- Sylviane Dardillat du théâtre du Spontané en 2007
- Cédric Jonchiére en 2013
- Patrick Peyrat de la Cie de l'Abreuvoir de 2014 à 2016 puis 2021 et 2022
- Constance Mathillon et Fabien Imbert de la Cie des Obstinés en 2017 et 2018
- Christophe Luiz depuis 2023.

### Fonctionnement
La troupe des Laquais rassemble une soixantaine de personnes de toutes origines socio-économiques de Tauves et des environs. Tous ne jouent pas dans les spectacles mais chacun a quand même un rôle car les tâches sont nombreuses.
En effet, les Laquais :
- réalisent leurs costumes (de 2000 à 2019) - la conception était assurée par la costumière Brigitte Lefrançois puis Carole Vigné et ensuite Céline Deloche.
- fabriquent leurs décors.
- écrivent ou sélectionnent eux-mêmes les pièces qu’ils vont ensuite jouer.
- assurent la mise en œuvre technique et la régie son et lumières des spectacles, accompagnés par un concepteur lumière (Rosko light, Pierre Court, ...).
- conçoivent et assurent la promotion de leur Festival (affiches, tracts, médias locaux et nationaux).

## Le festival de Théâtre de Tauves

### Principe du festival
- Une création ou un spectacle joué par Les Laquais.
- En 44 années d'existence, les Laquais ont écrit 13 pièces de théâtre. Les autres années, ils ont monté des pièces d'auteurs classiques ou contemporains. Dans tous les cas, Les Laquais font appel à un metteur en scène professionnel.
- Un ou plusieurs spectacles professionnels invités.
- Un spectacle des "Petits Laquais" joué par les enfants participant à un atelier théâtre.
- Durant le Festival, Les Laquais réservent toujours deux jours pour des spectacles invités. De nombreux spectacles professionnels musicaux ou théâtraux ont ainsi été accueillis à Tauves : Jean-Pierre Chabrol, Jean-Luc Borras, l’orchestre d’Auvergne, Roulez fillettes, Chraz, La Carriera, le Footsbarn Theatre, La Chélidoine, Chraz et Wally, Les Malpolis, l’Alauda, Joseph Cantalou, La Compagnie Jolie Môme, la Cie des 33, les pies, ...
- Les représentations du spectacle des Laquais ont lieu principalement en plein air. Après avoir longtemps privilégié le " foirail", les Laquais ont investi la place de l'église, et depuis 2016 également la "Bascule"  salle de spectacle de Tauves et Sancy-Artense.

### 45 ans de théâtre à Tauves
- 1980 « Mornac t’iras voir Satan » Création — Mise en scène : Dominique Freydefont
- 1981 « Alors les vilains s’assemblèrent » Création — Mise en scène : Dominique Freydefont
- 1982 « Noces de Froment » Création — Mise en scène : Dominique Freydefont
- 1983 Assises de l’animation en milieu rural
- 1984 « Zone d’ombre » Création — Mise en scène : Dominique Freydefont
- 1985 « Ça vaut mieux que d’attraper la scarlatine » Création — Mise en scène : Dominique Freydefont
- 1986 « Le bistrot » Création — Mise en scène : Dominique Freydefont
- 1987 « Le cousin des îles » adaptation d’après « Les Bons Dieux » de Jean Anglade — Mise en scène : Dominique Freydefont
- 1988 « Le cercle de craie caucasien » de Bertolt Brecht - Mise en scène : Dominique Freydefont
- 1989 « Classe 40 » Création — Mise en scène : Dominique Freydefont
- 1990 « Histoire inachevée de Monsieur Joseph » Création — Mise en scène : Dominique Freydefont
- 1991 « La grande roue » de Václav Havel — Mise en scène : Dominique Freydefont
- 1992 « Le grand théâtre Aldebaran » Création — Mise en scène : Dominique Freydefont
- 1993 « BARRAGES » Création — Mise en scène : Dominique Freydefont
- 1994 « La Reine Margot » Création — Mise en scène : Claude Montagné
- 1995 « Les Guêpes » d’Aristophane - Mise en scène : Claude Montagné
- 1996 « Barouf à Chioggia » de Carlo Goldoni - Mise en scène : Claude Montagné
- 1997 « Un Homme Heureux » Création — Mise en scène : Claude Montagné
- 1998 « Baby Meurtre » de Frédéric Dard — Mise en scène : Claude Montagné
- 1999 « Turbulences et petits détails » de Denise Bonal — Mise en scène : Claude Montagné
- 2000 « Au bois lacté » de Dylan Thomas — Mise en scène : Yves Charreton
- 2001 « Lola ou la nuit atlantique » de Patrick Vignau — Mise en scène : Nathalie Vannereau
- 2002 « Un chapeau de paille d'Italie » d’Eugène Labiche — Mise en scène : Sylvie Peyronnet
- 2003 « Le songe d’une nuit d’été » de William Shakespeare — Mise en scène : Hervé Marcillat
- 2004 « Les Trois Sœurs» d’Anton Tchekhov — Mise en scène : Hervé Marcillat
- 2005 « Peer Gynt» d’Henrik Ibsen - Mise en scène : Hervé Marcillat
- 2006 « Léonce et Léna» de Georg Büchner - Mise en scène : Rachel Dufour[1]
- 2007 « Lysistrata» d’Aristophane — Mise en scène : Sylviane Dardillat
- 2008 « Nous les humains » Création — Mise en scène : Rachel Dufour[2]
- 2009 "Le Conte d'hiver" de William Shakespeare — Mise en scène : Hervé Marcillat
- 2010 "Le Théâtre ambulant Chopalovitch" de Lioubomir Simovitch — Mise en scène : Hervé Marcillat
- 2011 "La mastication des morts" de Patrick Kermann — Mise en scène : Hervé Marcillat
- 2012 "le Capitaine Fracasse" d'après Théophile Gauthier- Mise en scène : Hervé Marcillat
- 2013 "Le Cid" d'après Corneille - Mise en scène : Cédric Jonchiére
- 2014 "Le Dindon" d'après Georges Feydeau-Mise en scène Patrick Peyrat de la compagnie de l'Abreuvoir.
- 2015 "Une noce" d'après Anton Tchekhov - Mise en scène Patrick Peyrat de la compagnie de l'Abreuvoir.
- 2016 "Les 7 Péchés Capitaux" - Mise en scène Patrick Peyrat de la compagnie de l'Abreuvoir.
- 2017 "Le Roi nu" - Mise en scène Constance Mathillon et Fabien Imbert de la compagnie les Obstinés.
- 2018 "Les funérailles d'hiver" d'Hanokh Levin - Mise en scène Constance Mathillon et Fabien Imbert de la compagnie les Obstinés.
- 2019 "La guerre de Troie n'aura pas lieu" de Jean Giraudoux - Mise en scène Hervé Marcillat
- 2020 "Théâtre en balade" un petit tour du théâtre en 8 scènes - Mise en scène  Hervé Marcillat
- 2021 "Illusions comiques" d'Olivier Py . Mise en scène Patrick Peyrat
- 2022 "Le mariage de Figaro" de Beaumarchais. Mise en scène Patrick Peyrat
- 2023 "On s'est aimé comme on se quitte" inspiré de "La Réunification des deux Corées" de Joël Pommerat. Mise en scène Christophe Luiz
- 2024 "Willy Protagoras enfermé dans les toilettes"  de Wajdi Mouawad. Mise en scène Christophe Luiz

## Photos
Les Laquais

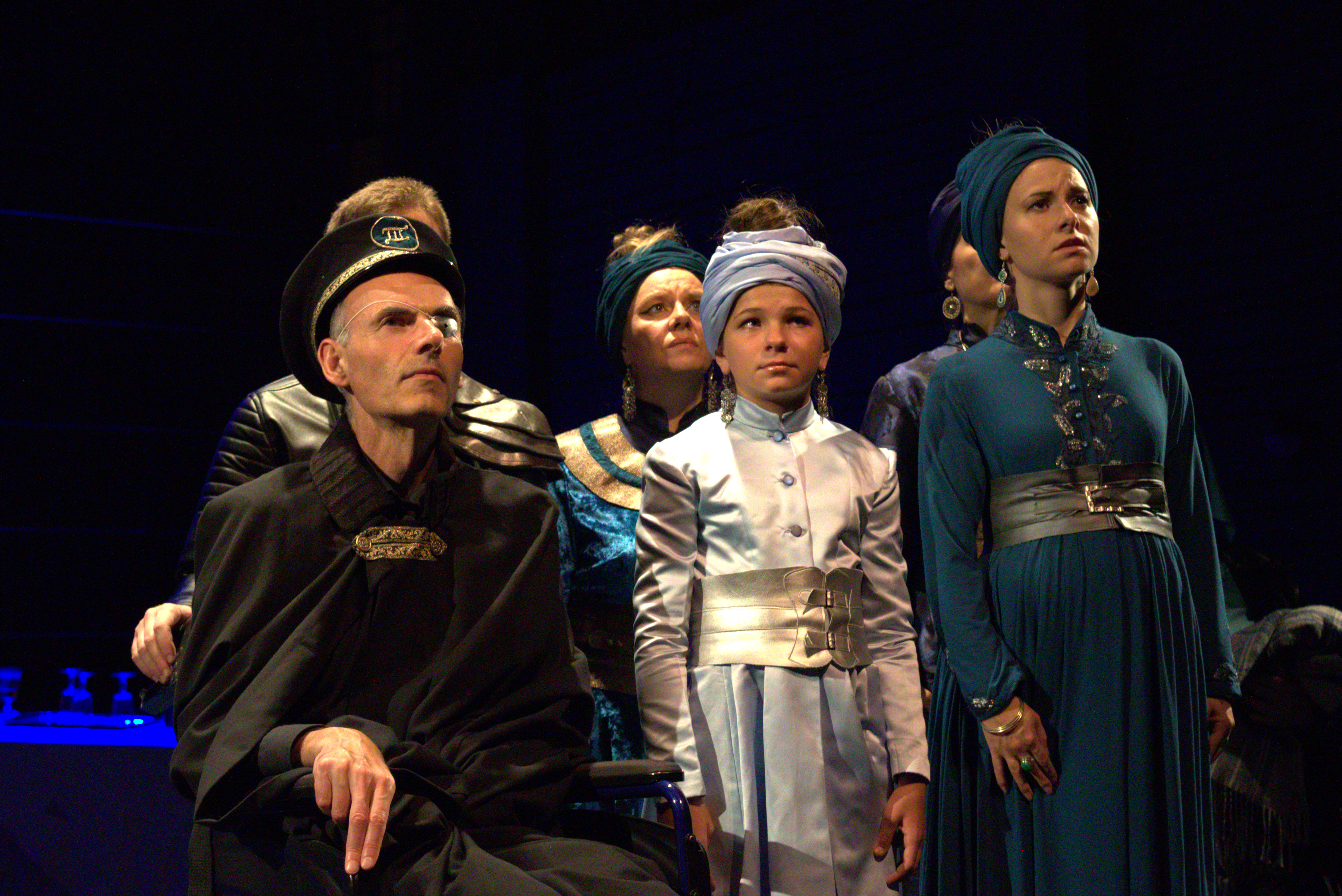
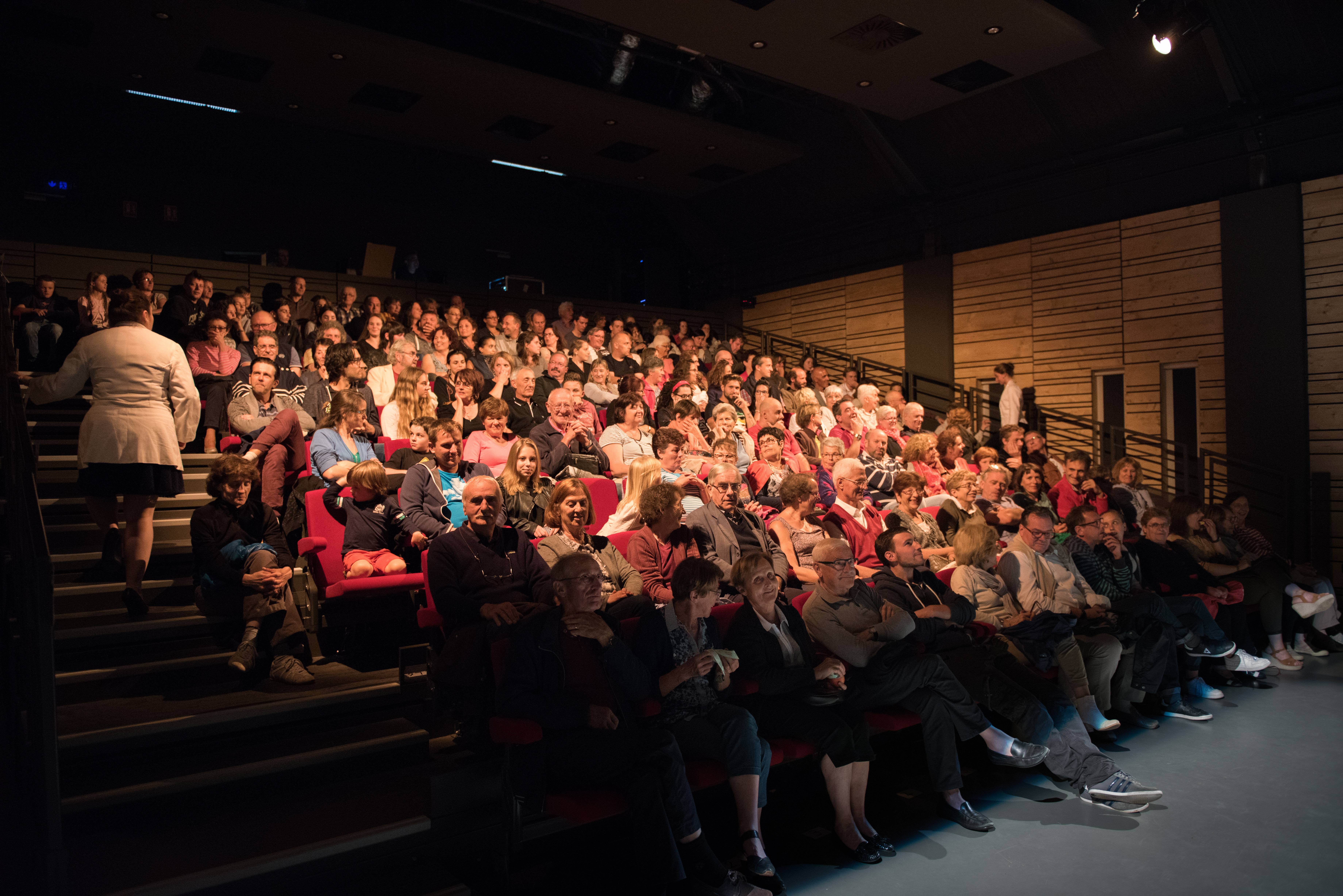
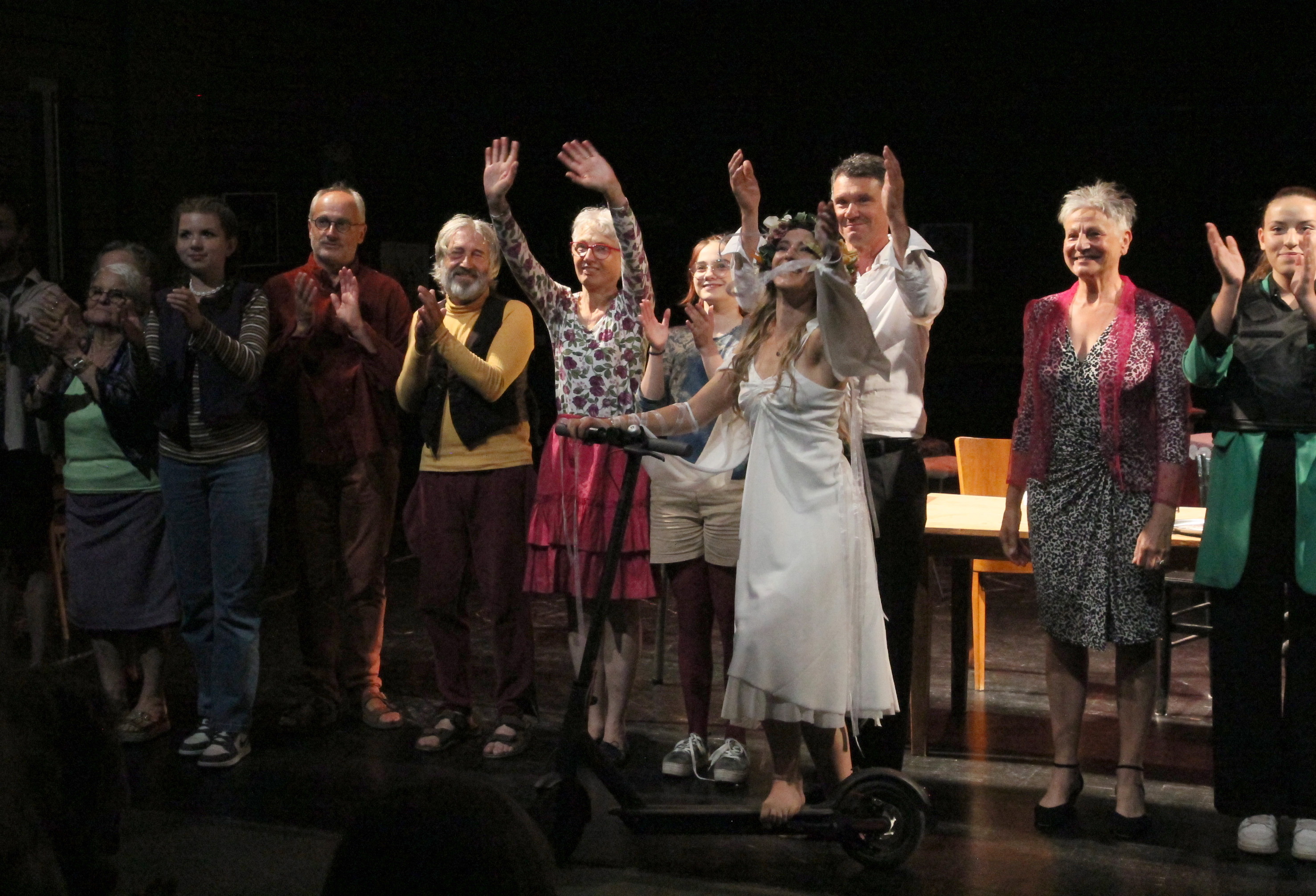
2024 Willy Protagoras